# Arp 4
Arp 4 ist eine irreguläre Galaxie vom Hubble-Typ IAB(rs)m im Sternbild Walfisch. Sie ist etwa 72 Millionen Lichtjahre von der Milchstraße entfernt. Sie wird von einer Spiralgalaxie PGC 6629 begleitet.
Halton Arp gliederte seinen Katalog ungewöhnlicher Galaxien nach rein morphologischen Kriterien in Gruppen. Diese Galaxie gehört zu der Klasse Spiralgalaxien mit geringer Flächenhelligkeit.